# Manuela Veloso

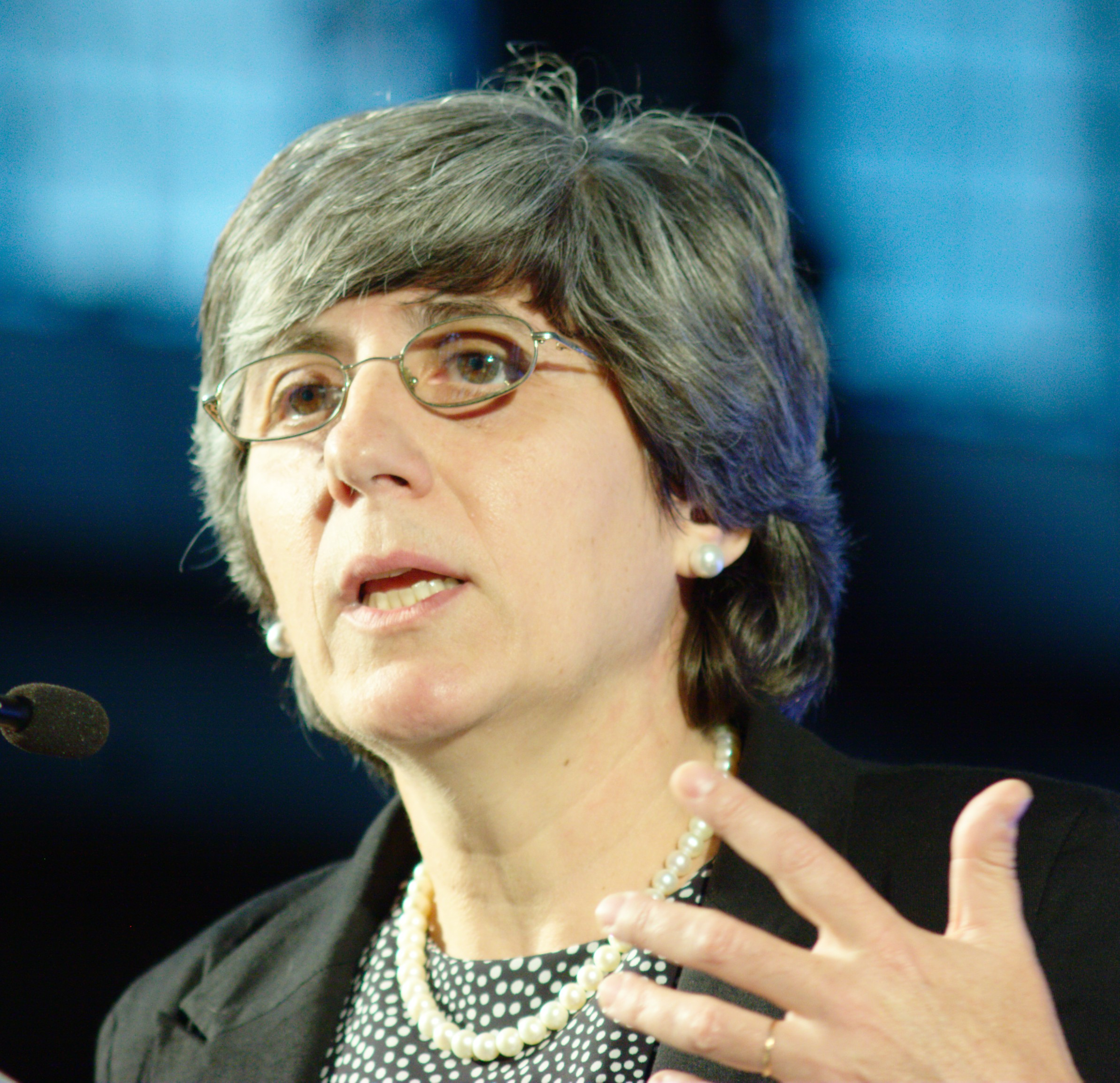
Manuela Veloso

Manuela M. Veloso (* 1957) ist eine portugiesisch-US-amerikanische Informatikerin, die sich mit Maschinenlernen, Künstlicher Intelligenz und Robotik befasst.
Veloso studierte Elektrotechnik am Instituto Superior Técnico in Lissabon mit dem Master-Abschluss 1984 und Informatik an der Boston University mit dem Master-Abschluss 1986. Sie wurde 1992 an der Carnegie Mellon University bei Jaime Carbonell promoviert (Learning by Analogical Reasoning in General Purpose Problem Solving), wurde dort 1992 Assistant Professor, 1997 Associate Professor  und 2002 Professor (ab 2006 Herbert A. Simons Professor und ab 2014 University Professor). Sie ist aktuell (2021) beurlaubt als Leiterin der Forschungsabteilung für Künstliche Intelligenz bei JPMorgan Chase an der Carnegie Mellon University.
Sie befasst sich mit effektiver Konstruktion von autonomen Robotersystemen und Multiagentensystemen einschließlich Lernalgorithmen für diese. Das fand unter anderem in Robotern in den RoboCup Wettbewerben Anwendung.
1999/2000 war sie Gastprofessorin am MIT und 2006/07 am Radcliffe Institute for Advanced Study in Harvard. Sie ist Fellow der AAAI, der Association for Computing Machinery, des IEEE und der American Association for the Advancement of Science.
2009 erhielt Veloso den ACM/SIGART Autonomous Agents Research Award. 2022 wurde sie in die National Academy of Engineering gewählt.

## Schriften
- Planning by Analogical Reasoning, Springer 1994
- mit Drew McDermott u. a.: PDDL-the planning domain definition language, 1998
- mit Peter Stone: Task decomposition, dynamic role assignment, and low-bandwidth communication for real-time strategic teamwork, Artificial Intelligence, Band 110, 1999, S. 241–273
- mit P. Stone: Multiagent systems: A survey from a machine learning perspective, Autonomous Robots, Band 8, 2000, S. 345–383
- mt J. Bruce, T. Balch: Fast and inexpensive color image segmentation for interactive robots, Proc. Intelligent Robots and Systems 2000 (IROS 2000).
- mit M. Bowling: Multiagent learning using a variable learning rate, Artificial Intelligence, Band 136, 2002, S. 215–250
- mit M. Puschel u. a.: SPIRAL: Code generation for DSP transforms, Proceedings of the IEEE, Band 93, 2005, S. 232–275
- mit B. D. Argall u. a.: A survey of robot learning from demonstration, Robotics and autonomous systems, Band 57, 2009, S. 469–483